# Champfleury (Aube)
Champfleury és un municipi francès situat al departament de l'Aube i a la regió del Gran Est. L'any 2007 tenia 158 habitants.

## Demografia

### Població
El 2007 la població de fet de Champfleury era de 158 persones. Hi havia 56 famílies de les quals 16 eren unipersonals (4 homes vivint sols i 12 dones vivint soles), 12 parelles sense fills, 20 parelles amb fills i 8 famílies monoparentals amb fills.
La població ha evolucionat segons el següent gràfic:
Habitants censats

### Habitatges
El 2007 hi havia 66 habitatges, 56 eren l'habitatge principal de la família, 4 eren segones residències i 6 estaven desocupats. Tots els 66 habitatges eren cases. Dels 56 habitatges principals, 30 estaven ocupats pels seus propietaris, 24 estaven llogats i ocupats pels llogaters i 1 estava cedit a títol gratuït; 1 tenia una cambra, 11 en tenien tres, 13 en tenien quatre i 30 en tenien cinc o més. 44 habitatges disposaven pel capbaix d'una plaça de pàrquing. A 25 habitatges hi havia un automòbil i a 26 n'hi havia dos o més.

### Piràmide de població
La piràmide de població per edats i sexe el 2009 era:
| Homes | Edats   | Dones |
| ----- | ------- | ----- |
| 0     | 95 o +  | 4     |
| 0     | 90 a 94 | 0     |
| 0     | 85 a 89 | 4     |
| 4     | 80 a 84 | 0     |
| 0     | 75 a 79 | 0     |
| 0     | 70 a 74 | 0     |
| 4     | 65 a 69 | 0     |
| 4     | 60 a 64 | 8     |
| 0     | 55 a 59 | 0     |
| 0     | 50 a 54 | 0     |
| 0     | 45 a 49 | 0     |
| 4     | 40 a 44 | 0     |
| 12    | 35 a 39 | 12    |
| 8     | 30 a 34 | 8     |
| 0     | 25 a 29 | 4     |
| 0     | 20 a 24 | 0     |
| 0     | 15 a 19 | 4     |
| 4     | 10 a 14 | 16    |
| 12    | 5 a 9   | 4     |
| 8     | 0 a 4   | 4     |

## Economia
El 2007 la població en edat de treballar era de 94 persones, 75 eren actives i 19 eren inactives. De les 75 persones actives 63 estaven ocupades (32 homes i 31 dones) i 10 estaven aturades (3 homes i 7 dones). De les 19 persones inactives 4 estaven jubilades, 12 estaven estudiant i 3 estaven classificades com a «altres inactius».

### Ingressos
El 2009 a Champfleury hi havia 47 unitats fiscals que integraven 133 persones, la mediana anual d'ingressos fiscals per persona era de 18.713 €.

### Activitats econòmiques
Dels 19 establiments que hi havia el 2007, 15 eren d'empreses extractives, 1 d'una empresa de comerç i reparació d'automòbils, 1 d'una empresa de transport, 1 d'una empresa financera i 1 d'una empresa classificada com a «altres activitats de serveis».
L'any 2000 a Champfleury hi havia 12 explotacions agrícoles.

## Poblacions més properes
El següent diagrama mostra les poblacions més properes.